# Bilbil ogrodowy
Bilbil ogrodowy (Pycnonotus barbatus) – gatunek małego, hałaśliwego ptaka z rodziny bilbili (Pycnonotidae). Zasiedla niemal całą Afrykę z wyjątkiem Sahary oraz północnych i południowo-zachodnich krańców kontynentu. Zabłąkane osobniki spotykano w Hiszpanii. Nie jest zagrożony.

## Charakterystyka
Nie występuje dymorfizm płciowy. Dość duża głowa, dziób prawie prosty, gruby. Głowa cała czarna, poniżej głowy upierzenie rozjaśnia się stopniowo aż po piersi barwy brudnobiałej z brązowym odcieniem. Skrzydła jasnobrązowe, matowe. Pokrywy skrzydłowe nieco ciemniejsze. Pokrywy podogonowe żółte albo białe, ogon i wierzch ciała brązowe. Młode mają brązową głowę i również stopniowo jaśniejsze upierzenie poniżej.
Wymiary
- długość ciała: 19 cm
- rozpiętość skrzydeł: 26,5–30,5 cm
- masa ciała: 25,5–40 g

## Systematyka

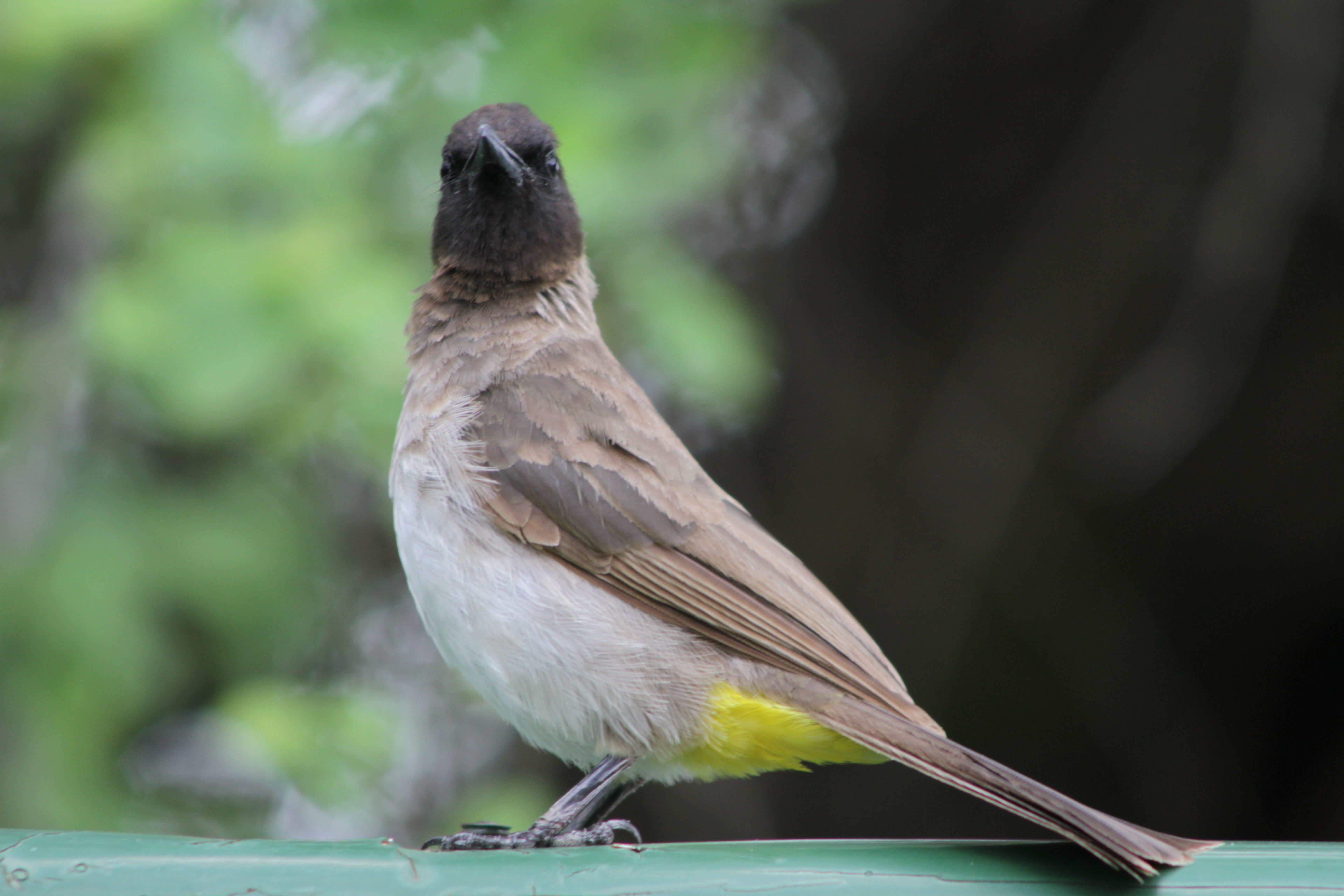
Bilbil okopcony (P. b. tricolor); Kenia

PodgatunkiWyróżniono dziesięć podgatunków P. barbatus, z których kilka (tricolor, somaliensis, dodsoni) przez niektóre ujęcia systematyczne wyodrębnianych jest do rangi gatunku:
- bilbil ogrodowy (P. barbatus barbatus) – Maroko do Tunezji.
- P. barbatus inornatus – południowa Mauretania i Senegal do zachodniego Czadu i północnego Kamerunu.
- P. barbatus gabonensis – środkowa Nigeria i środkowy Kamerun do Gabonu i południowego Konga.
- bilbil nilowy (P. barbatus arsinoe) – wschodni Czad, północny i środkowy Sudan oraz wschodni Egipt.
- P. barbatus schoanus – południowo-wschodni Sudan, zachodnia, środkowa i wschodnia Etiopia oraz Erytrea.
- P. barbatus spurius – południowa Etiopia.
- P. barbatus layardi – południowo-wschodnia Kenia do Zambii, Botswany i Południowej Afryki.
- bilbil okopcony (P. barbatus tricolor) – wschodni Kamerun do Demokratycznej Republiki Konga i południowego Sudanu, zachodnia i środkowa Kenia, Angola, północno-zachodnia Botswana oraz północna i zachodnia Zambia.
- bilbil łuskopierśny (P. barbatus somaliensis) – Dżibuti, północno-zachodnia Somalia i północno-wschodnia Etiopia.
- bilbil kołnierzasty (P. barbatus dodsoni) – północna Somalia i południowo-wschodnia Etiopia do wschodnio-środkowej Kenii.

## Ekologia

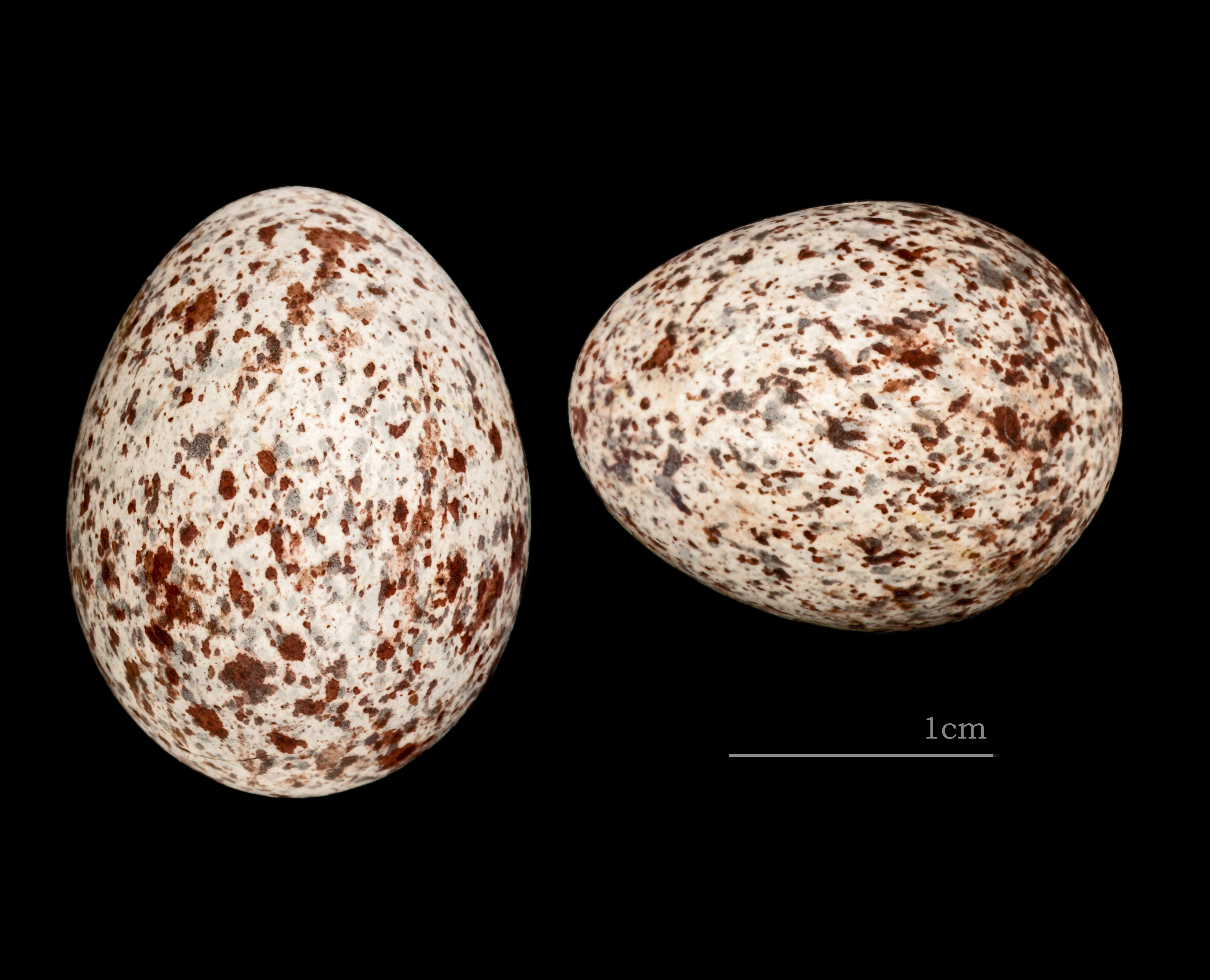
Jaja podgatunku nominatywnego

BiotopOkolice potoków, polany pomiędzy zadrzewieniami, ogrody i zadrzewienia, a także pola.
ZachowanieCzęsto przesiaduje w eksponowanych miejscach. Przemieszcza się w hałaśliwych stadach. Często przebywa w ogrodach, gdzie nie jest płochliwy.
GłosPiosenka jest wesoła, złożona z krótkich, głośnych fraz wyśpiewywanych w skocznym rytmie. W stadzie ciągle wydają chrapliwe dźwięki podobne do piosenki.
PożywienieZazwyczaj owoce i owady, bardzo rzadko kwiaty i nektar.
LęgiWyprowadza 1 lęg. Pora zależy od występowania. Buduje gniazdo w kształcie miseczki ze źdźbeł trawy oraz liści i wyściela je włosiem. Mieści się ono w krzewie lub na drzewie. 2–3 białe albo jasnoróżowe jaja, obficie nakrapiane. Inkubacja trwa od 12 dni do dwóch tygodni. Po podobnym czasie młode nabywają umiejętności latania.

## Status
Międzynarodowa Unia Ochrony Przyrody (IUCN) uznaje bilbila ogrodowego za gatunek najmniejszej troski (LC, least concern) nieprzerwanie od 1994 roku. Gatunek jest bardzo liczny. W Liberii jego liczebność ocenia się na 3 miliony osobników, w południowym Mozambiku natomiast na od 5 do 10 milionów. Trend liczebności populacji uznaje się za wzrostowy.